# Wola Obszańska
Wola Obszańska (prononciation : [ˈvɔla ɔpˈʂaɲska]) est un village polonais de la gmina d'Obsza dans le powiat de Biłgoraj de la voïvodie de Lublin dans l'est de la Pologne.
Il se situe à environ 4 kilomètres à l'ouest de Obsza (siège de la gmina), 29 kilomètres au sud-est de Biłgoraj (siège du powiat) et 107 kilomètres au sud de Lublin (capitale de la voïvodie).
Le village comptait approximativement une population de 617 habitants en 2008.

## Histoire
De 1975 à 1998, le village est attaché administrativement à la voïvodie de Zamość.

Depuis 1999, il fait partie de la voïvodie de Lublin.